# Josef Dietrich
Josef "Sepp" Dietrich (28 de mayo de 1892 - 21 de abril de 1966) fue un general y un criminal de guerra alemán,  de las Waffen-SS alemanas y un Oberstgruppenführer de las SS, que ganó reputación por su eficacia y carisma. Su nombre está íntimamente asociado a la división Leibstandarte SS Adolf Hitler.
También fue un amigo cercano de Adolf Hitler. Por sus servicios durante la Segunda Guerra Mundial recibió la Cruz de Caballero con Hojas de Roble, Espadas y Diamantes, recompensa que sólo alcanzaron veintisiete personas. Estuvo casado con Barbra "Betti" Seidl y en segundas nupcias con Ursula Moninger-Brenner. En 1946 fue declarado responsable de la masacre de Malmedy y sentenciado a cadena perpetua, aunque diez años después logró salir en libertad.

## Inicios

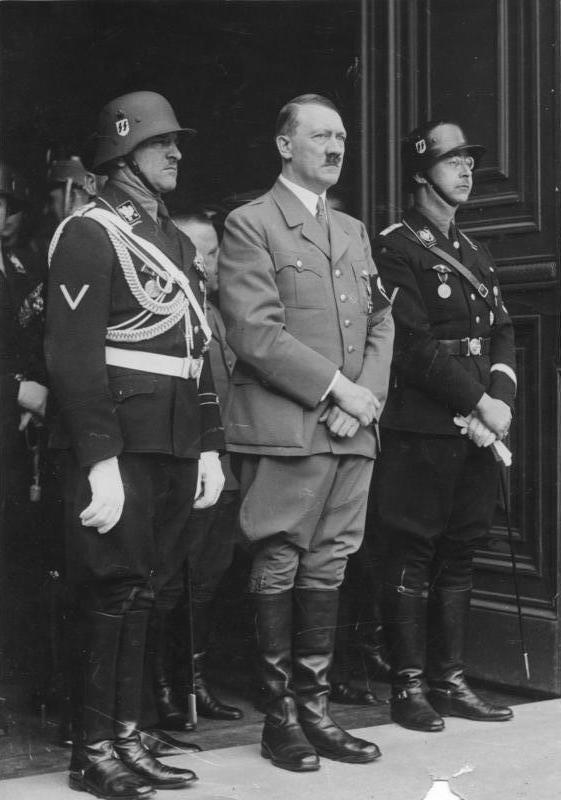
Dietrich, Hitler y Himmler en Berlín.

Josef Dietrich nació en Hawangen, cerca de Memmingen en Baviera. Trabajó como carnicero hasta 1911, cuando se alistó en el Ejército. Durante la Primera Guerra Mundial llegó a ser sargento y posteriormente cayó prisionero.
Después de la guerra, Dietrich participó en el aplastamiento de la efímera República Soviética de Baviera al unirse a la organización paramilitar Freikorps en mayo de 1919. Luego trabajó como camarero, policía, agricultor, empleado de gasolinera, etc. Sin ser nazi, tomó parte en el Putsch de Múnich del 9 de noviembre de 1923 apoyando a Hitler y luchando en Múnich. Sin embargo, fue en 1928 cuando se unió al partido nazi y al tiempo se convirtió en jefe de la guardia de Hitler. Lo acompañó durante sus giras por Alemania y recibió el apodo de "Chauffeureska" por su jefe. Poco a poco, Dietrich subió escalones en la organización de las SS, con la ayuda de Hitler, quien hasta le permitió vivir en la Cancillería.
En 1930, Dietrich fue elegido delegado en el Reichstag por la Baja Baviera. En 1931 se convirtió en SS-Gruppenführer, lo que le permitió ser incluido en el círculo de confianza de Hitler. Cuando los nazis llegaron al poder en 1933, Dietrich ascendió a SS-Obergruppenführer, fue fundador y comandante de la selecta división Leibstandarte SS Adolf Hitler, así como general de las Waffen-SS y miembro del Consejo Estatal de Prusia.
En 1934 participó activamente, por órdenes directas de Hitler, en el arresto de varios líderes de las SA en la Noche de los Cuchillos Largos. Esto le concedió méritos suficientes para ser ascendido a oberstgruppenführer. Dietrich contó siempre con la más alta estima de Hitler.
El 12 de enero de 1942, durante el cumpleaños de Hermann Göring, Hitler dio un gran respaldo a Dietrich diciendo de él:

El papel de Sepp Dietrich es singular. Siempre le he dado la posibilidad de intervenir en lugares comprometidos. Se trata de un hombre simultáneamente astuto, enérgico y brutal. Bajo su aspecto de camorrista, Dietrich es escrupuloso, consciente y serio.
Adolf Hitler en 1942.

## Durante la Segunda Guerra Mundial

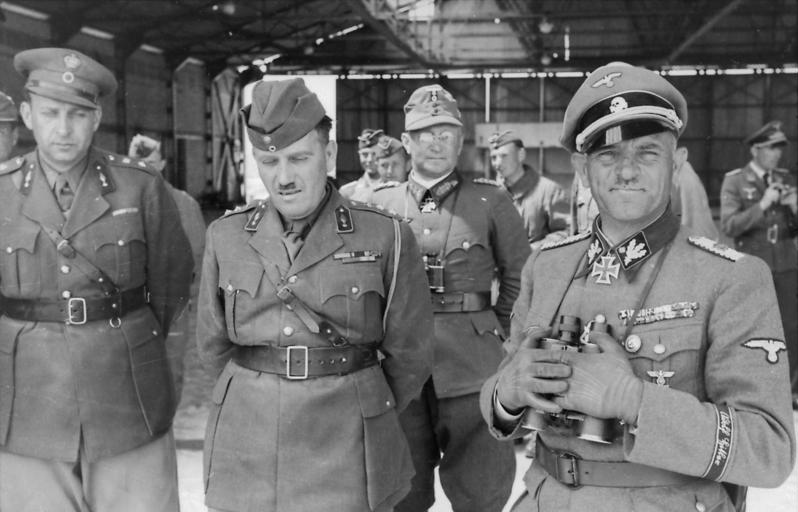
Dietrich (derecha) en Grecia, 1941.

Al estallar la guerra, Dietrich lideró los combates de la Leibstandarte SS Adolf Hitler en Francia participando en el cerco de Dunkerque. Siguió actuando en las operaciones en los Balcanes, Grecia y Yugoslavia en 1941, hasta ser promovido al mando del Primer Cuerpo SS Panzer, incluido en el Grupo de Ejércitos Centro en el Frente Oriental. En septiembre de 1943 se encargó de rescatar a Clara Petacci, la amante de Benito Mussolini, de Italia. Aunque para aquel momento había acumulado numerosas medallas y condecoraciones, también se había ganado la fama de cometer abusos contra los prisioneros de guerra. Dietrich se sentía muy protegido por la estima de Hitler y realizó algunas acciones excéntricas. Erwin Rommel lo veía como una persona tosca y declaró que había tenido más problemas con Dietrich que con el enemigo. Muchos generales de la Wehrmacht se quejaron de la conducta de los hombres bajo el mando de Dietrich por su actuación poco castrense y elevaron protestas al OKW las cuales fueron desestimadas por orden expresa de Hitler.
Durante el desarrollo de la Operación Barbarroja, la Leibstandarte comandada por Dietrich actuó en el sector de la curva del Dniéper y sus bosques, hostigando a los partisanos.
La Leibstandarte se ganó una terrible reputación de inmisericordia, ferocidad y dureza en sus actuaciones, haciendo que los rusos acrecentaran su deseo de venganza, ferocidad en combate y no hicieran prisioneros. Dietrich fue acusado de ordenar la ejecución de los prisioneros, heridos en hospitales enemigos, sino también a los miembros de aquellas unidades SS (en especial las de enrolamiento extranjero) que mostraran cobardía ante el enemigo. Sepp Dietrich fue acusado asimismo de cooperar en la persecución de las comunidades judías rusas. Se dice que la LSSAH ejecutó en Bzura del modo más cruel a 50 judíos. Esta supuesta crueldad de los métodos de la Leibstandarte SS Adolf Hitler hacia los prisioneros rusos fue de tal magnitud que las unidades soviéticas recibieron la orden de Stalin de ejecutar en el acto a cualquier soldado SS que se capturase. Muchos efectivos SS fueron ejecutados sumariamente del modo más brutal.
Después de la batalla de Kursk, la Leibstandarte fue retirada del frente ruso ruso hacia Italia. Para entonces tenía menos de la mitad de sus efectivos y máquinas que cuando comenzaron la operación sobre la Unión Soviética.
Dietrich comandó con éxito su Cuerpo Panzer en la batalla de Normandía, por lo que fue ascendido al mando del 6.º Ejército Panzer antes de iniciarse la batalla de las Ardenas. Otra razón para su ascenso fue la desconfianza de Hitler hacia los oficiales de la Wehrmacht tras el fallido intento de asesinato del 20 de julio. Durante la batalla, miembros de las SS bajo el mando de Dietrich mataron a 82 soldados norteamericanos, en lo que luego se llamó la masacre de Malmedy. Esto sucedió cerca de Malmedy, Bélgica, donde el mismo coronel de las SS Otto Skorzeny se vio involucrado (aunque posteriormente se demostró la falsedad de todas las acusaciones).

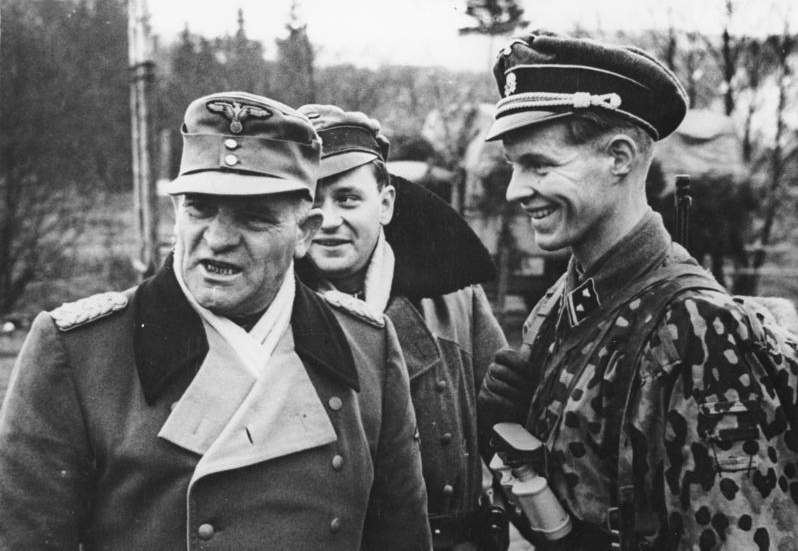
Josef Dietrich con sus tropas en 1945.

En este punto Dietrich empezó a guardar resentimientos contra Hitler y su negativa de dar más libertad de acción a los oficiales. En 1945 Dietrich comandó la Operación Frühlingserwachen (Despertar de Primavera) en el lago Balatón, que sería la última ofensiva de importancia que emprendería Alemania durante la guerra. Al fracasar la ofensiva, Hitler ordenó a Dietrich y a sus hombres que entregaran sus brazaletes, que los identificaban como miembros de la División Adolf Hitler, orden que Dietrich rehusó cumplir.
Dietrich estuvo a cargo de los carros durante la defensa de Viena, pero no pudo evitar que cayera en manos del Ejército Rojo. El 8 de mayo de 1945, Dietrich se rindió a las tropas norteamericanas del general George Patton.

## Después de la guerra

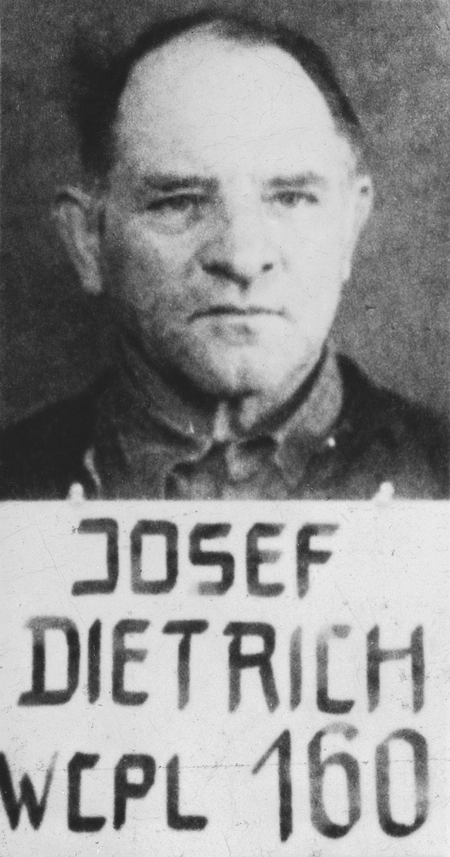
Fotografía de Sepp Dietrich en la prisión militar de Landsberg.

En 1946 Dietrich fue acusado de ser responsable de la masacre de Malmedy y sentenciado a cadena perpetua. Sin embargo, el testimonio de otros oficiales alemanes logró que le redujeran la pena a 25 años. Después de cumplir 10 años fue puesto en libertad. Posteriormente, en agosto de 1956 fue arrestado de nuevo por su actuación en la Noche de los Cuchillos Largos, siendo condenado por una Corte de Múnich a 19 meses de prisión por el cargo de cómplice necesario para cometer los homicidios de varios líderes de la SA. En febrero de 1959, al cumplir su condena, Dietrich salió de la cárcel en un precario estado de salud.
En 1966 Dietrich, al que se le negó la pensión por haber cometido crímenes de guerra, murió de un ataque cardíaco en Ludwigsburg a los 73 años de edad. Seis mil de sus antiguos subordinados asistieron a su funeral.

## Promociones en la SS
- SS-Oberstgruppenführer und Panzer Generaloberst der Waffen-SS: 1 de agosto de 1944 (con antigüedad del 20 de abril de 1942);
- General der Waffen-SS: marzo de 1940 (con antigüedad del 1 de julio de 1934);
- SS-Obergruppenführer: 1 de julio de 1934;
- SS-Gruppenführer: 18 de diciembre de 1931;
- SS-Oberführer: 10 de octubre de 1930;
- SS-Standartenführer: 18 de septiembre de 1929;
- SS-Sturmbannführer: 1 de agosto de 1928;
- SS-Sturmführer: 1 de junio de 1928;

## Condecoraciones notables
- Cruz de Hierro 2.ª Clase 1914 (Eisernes Kreuz 1914, II. Klasse).
- Cruz de Hierro 1.ª Clase 1914 (Eisernes Kreuz 1914 I Klasse).
- Placa de Tanques pesados 1918 en plata (Schwere Kampfwagen-Abzeichen 1918 in Silber).
- Medalla de honor por valentía (Ehren-Denkmünze für Tapferkeit – Tapferkeitsmedaille) – 1915.
- Orden del Águila de Silesia de 2.ª Clase con espadas (Schlesischer Adlerorden II. Klasse mit Schwerten) – 1921.
- Orden del Águila de Silesia de 1.ª Clase con espdas (Schlesischer Adlerorden I. Klasse mit Schwertern) – 1921.
- Orden de la Sangre n.º 10 (Ehrenzeichen des 9. November 1923 (Blutorden) Nr. 10) – 09 Nov 1933.
- Condecoración de 2.ª Clase de las Olimpiadas de 1936 (Deutsche-Olympia Ehrenzeichen II. Klasse)
- Broche de la Cruz de Hierro 1939 de 2.ª Clase (1939 Spange zum Eisernen Kreuzes II. Klasse 1914) – 25 Set 1939.
- Broche de la Cruz de Hierro 1939 de 1.ª Clase (1939 Spange zum Eisernen Kreuzes I. Klasse 1914) – 27 Oct 1939.
- Cruz de Caballeros de la Cruz de Hierro (Ritterkreuz des Eisernen Kreuzes) – 04 Jul 1940.
- Hojas de Robles para la RK (Ritterkreuz des Eisernen Kreuzes mit Eichenlaub) – 31 Dic 1941.
- Orden de Miguel el Valiente Gran Cruz (Rumania) (Ordinul Mihai Viteazul Marea Cruce) – 16 Jul 1942.
- Espadas para la RK N° 26 (Ritterkreuz des Eisernen Kreuzes mit Eichenlaub und Schwerten) – 14 Mar 1943.
- Hojas de Roble y Espadas con Diamantes n.º 16 (Ritterkreuz mit Eichenlaub, Schwertern und Brillanten) – 06 Ago 1944.
- Medalla de la anexión de Austria (Medaille zur Erinnerung an den 13. März 1938).
- Medalla de Anexión de los Sudetes (Medaille zur Erinnerung an den 1. Oktober 1938).
- Medalla de la Campaña del Frente Oriental (Medaille "Winterschlacht im Osten 1941/42").
- Medalla de Servicios de las Fuerzas Armadas de 3.ª Clase 12 años (Wehrmacht-Dienstauszeichnung 3. Klasse, 12 Jahre).
- Anillo de las SS (Totenkopfring der SS ).
- Sable de las SS (Ehrendegen des Ehrendegen Reichsführer-SS).
- Placa combinada de piloto-observador en oro con diamantes (Gemeinsames Flugzgeugführer- und Beobachter-Abzeichen in Gold mit Brillanten).
- Broche de oro del NSDAP (Goldenes Parteiabzeichen).
- Medalla de Servicios de las SS (SS-Dienstauszeichnungen).
- Insignia Deportiva del Reich en oro (Reichssportabzeichen in Gold).
- Insignia deportiva de las SA en oro (Goldenes SA-Sportabzeichen).
- Broche civil de las SS n.º 7 (SS-Zivilabzeichen Nr. 7).
- Insignia honorífica de Veteranos (Ehrenwinkel für Altekämpfer).
- Candelabro de Yule (Julleuchter).
- Premios por servicios en el NSDAP en bronce (Dienstauzeichnungen der NSDAP in Bronze).
- Premios por servicios en el NSDAP en plata (Dienstauzeichnungen der NSDAP in Silber).
- Medalla por servicios de Baviera de 3.ª Clase 9 años (Bayerische Dienstauszeichnung III. Klasse 9 Jahre).
- Cruz al Mérito militar de Baviera de 3.ª Clase con corona y espadas (Bayerische Militär-Verdienst-Kreuz III. Klasse mit Krone und Schwerter).
- Orden de la Corona de Italia – grado Oficial (Ufficiale dell'Ordine della Corona d'Italia).
- Orden de los Santos Marurizzio y Lazzaro de Italia – Grado Oficial (Ufficiale dell'Ordine dei Santi Maurizio e Lazzaro).
- Gran Oficial Cruz de la Orden Militar Italiana de Saboya (Ufficiale dell'Ordine Militare di Savoia).
- Gran Cruz de la Orden del Mérito de Hungría (Magyar Érdemrend nagykeresztje).

## Cónyuge e hijos
Cónyuge:
•Ursula Moninger-Brenner (1942-1966)
•Barbra Betti Seidl (1921-1937)